# 13151 Поліно
13151 Поліно (13151 Polino) — астероїд головного поясу, відкритий 22 липня 1995 року.
Тіссеранів параметр щодо Юпітера — 3,549.